# フリート フォート
フリート フォート
オンタリオ州、ハミルトンのカナダ大戦機博物館に展示されているフリート 60K フォート
- 用途：練習機
- 製造者：フリート・エアクラフト・オブ・カナダ
- 運用者：カナダ空軍
- 初飛行：1940年3月22日[1]
- 生産数：101機
- 運用開始：1941年4月18日[1]
- 退役：1945年

フリート フォート（Fleet Model 60K Fort）は、第二次世界大戦中にカナダが設計/製造した唯一の航空機である。フォートはフリート・エアクラフト・オブ・カナダ社（フォートエリー）が製造した初の全金属製単葉機でもあり、ノースアメリカン T-6 テキサン練習機の安価な代替機を意図していた。本機は英連邦航空訓練計画にも供されたが、結局は無線士の訓練に使用され、就役期間は比較的短いものであった。

## 設計と開発
フォートは元々高等練習機として設計され、1940年に英連邦航空訓練計画向けに200機が発注された。フリート 60は、楕円形の主翼を持つ低翼単葉機であり、後部コックピットは高い位置にある設計であった。特徴ある機構は、引き込み式のフェアリングを持つ固定式の降着装置であり、これは操縦訓練生を引き込み式降着装置に馴染ませる一方で迂闊な訓練生による機体の損傷を防ぐことを意図していた。
生産は遅滞してカナダ空軍向けの最初のモデルは1941年4月18日に初飛行を行った。フェアチャイルド コーネルが入手できることになり、「高等」練習機の役割に対する認識が変化したことにより契約は早々と打ち切られ、最終的に1941年6月から1942年6月の間に101機のフリートがカナダ空軍に納入されただけであった。

## 運用の歴史
当初カナダ空軍はモデル 60Kを発注したがらず、その懸念は正しいことが判明した。操縦訓練生はフォートが比較的飛行を習得し易い機体であることに気付き、これは実戦機（例えばホーカー ハリケーン）への転換に適さないということであった。カナダ空軍でもフリート フィンチとデ・ハビランド タイガー・モスで単独飛行を行った訓練生をフォートでの訓練を経ずにノースアメリカン T-6 テキサンへ搭乗させることに決めた。その後フォートは、カルガリーの第2無線士学校とウィニペグの第3無線士学校で無線士の訓練に使用された。
250 hp (190 kW)と330 hp (250 kW)のヤコブ製エンジンを装着した2種類のモデルが製造された。強力なエンジンを装着した機体は、最高速度193 mph (311 km/h)と巡航速度163 mph (262 km/h)を発揮した。上昇率は毎分1,650フィート (500 m)、航続距離610マイル (980 km)で、搭載重量は幾分増加し2,900ポンドであった。
フォートは1944年まで現役で使用され、これらの機体は1945年に退役した。モデル 60Kの最後の1機は1946年に退役した。

## 派生型
- モデル 60 : ヤコブス L-7 星型エンジンを搭載した高等練習機の提案モデル、製造されず。
- モデル 60K : カナダ空軍向けの複座中間練習機、カナダ空軍での名称「フォート Mk I」。
  - フォート Mk II : 生産された101機全機がカナダ空軍向けの通信士訓練機へ改装。
- モデル 60L : ヤコブス L-4MB星型エンジンを搭載した提案モデル、製造されず。

## 要目

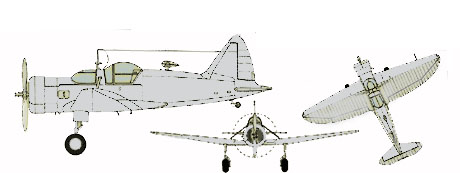
フリート フォート

Data from Holmes, 2005. p.161.
- 乗員：2名
- 全長：8.18 m (26 ft 10.3 in)
- 全幅：10.97 m (36 ft 0 in)
- 全高：2.51 m (8 ft 3 in)
- 翼面積：20.07 m² (216 ft²)
- 空虚重量：1,149 kg (2,530 lb)
- 全備重量：1,589 kg (3,500 lb)
- エンジン：ヤコブス L-6MB 7気筒 星型エンジン 1基　330 hp (246 kW)
- 巡航速度：217 km/h (135 mph)
- 巡航高度：4,572 m (15,000 ft)